# Tarasginia
Tarasginia is een geslacht van korstmossen behorend tot de familie Teloschistaceae. De typesoort is Tarasginia whinrayi.

## Soorten
Volgens Index Fungorum telt het geslacht twee soorten (peildatum januari 2023):
| Soortnaam             | Auteur(s)                                                                                     | Publicatiejaar |
| --------------------- | --------------------------------------------------------------------------------------------- | -------------- |
| Tarasginia tomareeana | (S.Y. Kondr. & Kärnefelt) S.Y. Kondr., Kärnefelt, A. Thell, Elix, Jung Kim, A.S. Kondr. & Hur | 2015           |
| Tarasginia whinrayi   | (S.Y. Kondr. & Kärnefelt) S.Y. Kondr., Kärnefelt, A. Thell, Elix, Jung Kim, A.S. Kondr. & Hur | 2015           |